# KamiErabi God.app
KamiErabi God.app (カミエラビ?, Kamierabi) è una serie televisiva anime giapponese ideata da Yoko Taro, scritta da Jin e diretta da Hiroyuki Seshita. La serie è prodotta dallo studio Unend in collaborazione con Slow Curve e sarà trasmessa dal 4 ottobre 2023 nel contenitore +Ultra di Fuji TV.

## Trama
Goro è uno studente del primo anno di una scuola superiore privata a Tokyo. Il mondo gli è indifferente e prova un vago desiderio per Honoka, una compagna di classe della stessa scuola. Lui e il suo migliore amico Akitsu vivono una vita noiosa, finché un giorno Goro riceve una strana notifica sul suo smartphone: “Sei stato scelto. Esprimi il tuo desiderio." I tre ragazzi e alcuni altri studenti delle scuole superiori combatteranno in una battle royale per avere la possibilità di diventare un dio.

## Produzione e distribuzione
La serie è stata annunciata durante la "Fuji TV Anime Lineup Presentation 2023" il 22 marzo 2023. È stata creata dall'autore di videogiochi Yoko Taro e prodotta dallo studio Unend, con Hiroyuki Seshita alla regia, il cantante Jin alla sceneggiatura, il mangaka Atsushi Ōkubo che ha curato il character design originale e lo studio Monaca di Keiichi Okabe che ha composto la colonna sonora. La sigla di apertura "Scrap & Build" è stata composta da ELAIZA, mentre la sigla di chiusura "Bleed My Heart" è stata composta da Alisa. La prima visione assoluta è prevista per il 4 ottobre 2023 nel programma contenitore +Ultra di Fuji TV. La serie sarà distribuita in Italia da Crunchyroll.